# Digitální scrapbooking
Digitální scrapbooking (někdy jen digitální scrapbook nebo digiscrap) je umělecká technika, která
údajně vznikla ve Spojených státech amerických. Klasické koláže se však tvořily vždy a na celém světě, jen s běžným používáním počítačů v domácím prostředí vznikla a rychle se rozšířila tato digitální technika. Digitální koláž je mnohdy doplněna nadpisem (hlavním slovem, myšlenkou), dále krátkým textem, ale hlavně různými barevnými a pestrými papíry a doplňky. Digitální scrapbooking má svého předchůdce, kdy tvůrce používá skutečné papíry a doplňky (mašličky, knoflíky, nitě k prošívání), ale také nůžky, lepidlo, fixy a spoustu dalších pomůcek. U digitálního scrapbookingu si lze vystačit pouze s počítačem a nějakým grafickým programem, případně připojením k internetu kvůli stahování kitů.

## Digitální kit
K vytvoření digitální scrapbookové stránky dále potřebujeme digitální kity, které se skládají z papírů a elementů (mašličky, vlaječky, razítka, knoflíky, odznáčky, písma, rámečky apod.). Mnoho kitů je volně dostupných na internetu, říká se jim freebies, tyto však není dovoleno používat ke komerčním účelům bez svolení autora. Pokud svou scrapbookovou stránku někde uveřejňujete, musíte uvést autora kitů. Nepřeberné množství kitů se dá také na internetu koupit a jejich cena není vysoká.

## Šablona
Pro začátečníky, ale i pro pokročilé scrapbookery jsou také volně ke stažení šablony, tzv. templates. Je to vlastně již vytvořená scrapbooková stránka, do které jen vložíte fotografie, papíry a elementy podle vlastního uvážení. Šablona velmi urychlí tvorbu scrapbookové stránky a je ji také možné použít pro celé album, které bude mít s použitím šablony jednotný vzhled. Stejně jakou u digitáního kitu je v případě uveřejňování uvést autora šablony (template). Scrapbookovou stránku je ale samozřejmě možné vytvořit i bez šablony.   

## Projekt
Digitální projekt, stránka neboli (angl.) layout je tvořen většinou ve formátu cca 30,5x30,5 cm, což odpovídá 12x12 palcům. Rozměr stránky lze ale uzpůsobit vlastní potřebě, ale vždy musí být tvořen v (doporučeném) rozlišení 300 dpi, kvůli zachování kvality při tisku. Byla by velká škoda, kdybyste udělali pěknou scrapbookovou stránku a po vytištění byla reformovaná právě špatným rozlišením. Mnohé firmy dnes nabízejí tisk celých fotoalb a je tedy potřeba uzpůsobit tomu rozměr ještě před začátkem tvoření scrapbookového alba nebo stránky. Pokud hotové scrapbookové stránky tiskneme sami, můžeme použít rozměr A4 nebo i menší. Tvar nemusí být jen čtvercový, i když asi vypadá lépe, ale především se řiďte vlastním vkusem, případně potřebou. Dalším kritériem pro vkusnou scrapbookovou stránku je dodržení jednotného barevného vzhledu. Použitím jednoho tónu barev nebo barev kontratních, ale spolu ladících zachováme stránce příjemný vzhled. Pokud si nejsme jisti použitím barev, můžeme si vzít na pomoc skvělého pomocníka s názvem Kuler od firmy Adobe. Toto schéma nám z našeho výběru barev vygeneruje jejich názvy (ve tvaru např. #FF0000), které pak můžeme použít také na barvu nadpisů nebo písma. S písmy ale buďme opatrní, stejně jako u barev platí, že méně je mnohdy více a proto používejte na stránku či album max. dva druhy písma nebo jeden druh písma s variací tučné/kurzíva plus jedno písmo pro nadpis. Dobře vypadá kombinace velmi jednoduchého tiskacího (bezpatkového nebo i patkového) a zdobnějšího psacího písma, chce to zkoušet. Vždycky je potřeba zvolit písmo, které má všechny znaky, které potřebujeme. Byla by škoda udělat stránku, kde by nám chyběla česká diakritika, vypadá to neprofesionálně a zkazí se tím dojem celého našeho snažení.

## Fotografie
V době digitálních fotografií není větší problém s tiskovou kvalitou (estetickou kvalitu ponechme stranou). Dají se ale použít i fotografie staré, papírové, dělané z kinofilmu a to tak, že je třeba je kvalitně (také v rozlišení 300 dpi!) naskenovat. Takto se dělá například "staré" vzpomínkové rodinné album, které může být buď úžasným dárkem nebo ozdobou mezi vlastními fotoalby.  

## Knihovna kitů
Při stahování volně dostupných kitů je potřeba udělat si v počítači nějakou složku (knihovnu), jinak bude problém později daný kit, papír nebo element najít. Je třeba si udělat hned na začátku systém, jak vše archivovat. Kity se dají archivovat například tematicky (dětské, vánoční, cestovatelské, zvířecí apod.) nebo podle barev, či elementů (papíry, rámečky, knoflíky, mašle, razítka atd.). V případě, že budete své scrapbooky prezentovat v galeriích, nezapomeňte si vždy poznamenat původ kitů, a to třeba tak, že do jednotlivých složek vložíte textový soubor s touto poznámkou. 

## Grafické programy
Použitelných programů pro digitální scrapbooking je opravdu mnoho. Některé z nich jako Adobe Photoshop nebo Corel PhotoPaint, který je součástí balíčku CorelDraw, jsou placené, jiné, např. GIMP jsou zdarma.